# Windlust (Wolvega)
De Windlust is een windmolen in Wolvega uit 1888. De stellingmolen is een achtkante bovenkruier en heeft als functie korenmolen.
Tot 2009 was de molen ook ingericht als oudheidkamer.